# Okay Okay Boys

Okay Okay Boys er det andet og sidste album af den danske rockgruppe Kliché, udgivet på Medley Records i 1982. 
Udover gruppens faste besætning, medvirker Hilmer Hassig (Scatterbrain, Naïve,  Love Shop) som ekstra guitarist. Albummet fortsætter stilen fra forgængeren Supertanker med futuristiske, og samfundskritiske tekster. Sangen "Bravo Charlie" blev udgivet som single, og er en slags vrøvlevise, hvor alle ordene stammer fra NATOs fonetiske alfabet (med den lille undtagelse, at "Juliet" er blevet til "Julia", og "Oscar" til "Omega").
På titelnummeret suppleres den normale sang af en talt monolog, der er uddrag fra Buddhas Ildprædiken, der findes i den religiøse skrift Samyutta Nikaya.

## Numre
Tekst & Musik: Kliché. "Ansigt Til Ansigt": Suppl. tekst: Salomon, "Okay Okay Boys": Suppl. tekst: Buddha.

### Side 1
1. "Bag De Røde Bjerge" (4:00)
2. "Pil På Himlen" (3:40)
3. "Patrulje" (2:58)
4. "Bravo Charlie" (3:35)
5. "Oppenheimers Formiddag" (4:15)

### Side 2
1. "Okay Okay Boys" (5:00)
2. "Brændende Kakler" (3:10)
3. "Mama Mama" (2:03)
4. "International Klein Blue" (3:20)
5. "Ansigt Til Ansigt" (4:47)

## Medvirkende

### Musikere
- Lars Hug: vokal og guitar
- Johnny Voss: bas og kor
- Nils Torp: tangenter og kor
- Anders Brill: trommer og kor

### Gæstemusikere
- Hilmer Hassig: supplerende guitar
- Lars Stagis: supplerende sang på "Patrulje"

### Produktion
- Kliché - producer, mix
- Poul Bruun - producer, mix
- Hilly Michaels - producer
- Gis Ingvardtsen - teknik
- Werner Scherrer - teknik
- John "Puk" Quist - teknik, mix
- Büro Yeti - cover